# Saint Deamon
Saint Deamon är ett svenskt power metal-band skapat år 2006 av trummisen Ronny Milianowicz (före detta Dionysus). De hade kontrakt med italienska skivbolaget Frontiers Records och lanserade två album via detta skivbolag. Albumet Ghost utgavs av tyska Ram It Down Records.

## Medlemmar
Nuvarande medlemmar
- Jan Thore Grefstad  – sång (2006– )
- Magnus "Nobby" Noberg – basgitarr (2006– )
- Toya (Andreas Johansson) – gitarr (2006– )
- Jarle Byberg – trummor (?– )

Tidigare medlemmar
- Ronny Milianowicz – trummor (2006–2011)
- Tobias Lundgren – sång (2006)
- Oscar Nilsson – trummor (2011–?)

## Diskografi
Studioalbum
- In Shadows Lost From the Brave (2008)
- Pandeamonium (2009)
- Ghost (2019)
- League of the Serpent (2023)